# Серково (Шарьинский район)
Серково — деревня в составе Ивановского сельского поселения Шарьинского района Костромской области России.

## История
Согласно Спискам населенных мест Российской империи в 1872 году деревня Сергеево (Серково) относилась к 2 стану Ветлужского уезда Костромской губернии. В ней числилось 5 дворов, проживало 24 мужчины и 31 женщина.
Согласно переписи населения 1897 года в деревне проживал 91 человек (41 мужчина и 50 женщин).
Согласно Списку населенных мест Костромской губернии в 1907 году деревня относилась к Рождественской волости Ветлужского уезда Костромской губернии. По сведениям волостного правления за 1907 год в деревне числилось 17 крестьянских двора и 97 жителей. Основными занятиями жителей деревни были плотницкий и лесной промыслы.
До 2010 года деревня относилась к Майтихинскому сельскому поселению.

## Население
| 2008 | 2010 | 2014 |
| ---- | ---- | ---- |
| 211  | ↘10  | ↘9   |